# Skupina 4 (umělecká skupina)
Skupina 4 byla umělecká skupina, která vznikla v roce 1966 kolem mladých výtvarníků, kteří se seznámili během studia na Gymnáziu Třebíč.
Skupina neměla jednoznačně proklamovaný program, ale v obecné rovině lze konstatoval, že tvůrčí program tkvěl v mnohotvárné reflexi skutečnosti a vnitřního světa autorů v obrazech převážně imaginativního charakteru. Vliv na založení skupiny měl výtvarník Ladislav Novák, který zakládající členy skupiny vyučoval. Během své činnosti skupina uskutečnila 14 výstav. Skupina byla rozpuštěna v létě 2016.

## Členové

### Zakládající členové
- Miroslav Pálka
- Milan Nestrojil
- Zdeněk Šplíchal
- Zdeněk Štajnc

### Pozdější členové
- Václav Dosbaba
- Miroslav Kubíček
- Lubomír Kressa st.
- Arnošt Pacola